# Gilia clivorum
Gilia clivorum là một loài thực vật có hoa trong họ Polemoniaceae. Loài này được (Jeps.) V.E.Grant mô tả khoa học đầu tiên năm 1954.